# Mirtha Pérez
Mirtha Magaly Pérez Rojas (Caracas; 7 de julio de 1944) es una cantante y primera actriz venezolana.

## Biografía
Mirtha nació en la parroquia El Valle, en Caracas. Se graduó en su adolescencia de maestra. Sus inicios como cantante fueron a los 13 años, haciéndolo de forma aficionada en el grupo “Los Trovadores de Santa Rosa”. 
El 22 de diciembre de 1963 debuta y da inicio a su carrera artística profesional formando parte del cuarteto vocal “Los Naipes”, una agrupación creada en 1960 y liderada por el compositor Luis Cruz e integrada junto a José Petit y Gonzalo Peña, que ya había tenido a Mirla Castellanos y a Oly Monasterios como voces femeninas. El cuarteto pertenecía entonces a la casa disquera "Velvet de Venezuela". Juntos grabaron los discos " El primero de Los Naipes con su nueva voz Mirtha" y "El segundo de Los Naipes" ambos en 1964. Consiguieron de inmediato un sitial en el gusto del público y se alzaron con varios premios. En 1965 graban la producción "La luna y el toro" y para 1966 el disco "Era ella". De esta época destacan los temas "Locura, Locura", "Las cerezas", La Luna y el Toro” y “Cartagenera". El éxito logrado le animó a intentar un camino en solitario. Al retirarse de Los Naipes, continuó su carrera como solista, logrando varios éxitos discográficos.

### Mirtha Solita
En 1966 se separa de Los Naipes y sucede su lanzamiento solista con el álbum "Mirtha solita", donde se incluye su primer éxito como solista "Maldita Seas". Esta canción le abre caminos internacionales. En paralelo, inicia su camino como actriz, debutando en la serie "Cantando nace el amor" para la televisora Radio Caracas Televisión, junto a Mirla Castellanos y José Luis Rodríguez El Puma, espacio escrito por el libretista Enrique Menéndez Bardón, producida musicalmente por Chelique Sarabia y la producción de René Estevez. A partir de este momento su carrera artística tendrá la doble faceta de cantante y actriz.  
En 1968 fue contratada por la televisora Venevisión como cantante principal en sus espacios musicales y como actriz de telenovelas. Destacan: Adoro, El derecho de nacer, La balandra Isabel llegó esta tarde, La Guaricha, Balumba, Adelita y Dámaso Velázquez. 
En febrero de 1969 participó en el Festival Internacional de la Canción de Viña del Mar en Chile. Ese mismo año, en noviembre, obtuvo el 2º lugar en el III Festival Buenos Aires de la Canción con el tema La nave del olvido creación del compositor argentino Dino Ramos, canción que se convirtió en éxito en los países de habla hispana. A estas alturas, Mirtha logra un importante espacio internacional que le permite exitosas giras tanto en países latinos como en varias ciudades de los Estados Unidos.  
En 1970 rueda en Argentina la película Los mochileros dirigida por Emilio Vieyra, en la cual se interpreta y canta "Llegó el verano" y "La nave del olvido". En enero de 1971 gana el tercer Festival de la Voz de Oro celebrado en Barquisimeto, con el tema "Con los ojos cerrados".
En la televisión venezolana se hace figura imprescindible en espacios musicales de televisión producidos por Renny Ottolina, Joaquín Riviera y Aldemaro Romero. Suceden temas éxitos como “Nadita de Nada”, “Homenaje a Virginia López”, “Canoero” y “El Tinajero”.

### Años 80 y 90
En 1980, luego de una velada musical junto al cantautor venezolano Simón Díaz, en la cual éste le muestra su más reciente composición, Mirtha decide grabarla. Esta canción en cuestión sería el éxito continental Caballo Viejo y Mirtha se convertiría así en la primera intérprete en grabarla. En 1983 hace una actuación especial en la cinta "La Gata Borracha" del cineasta Román Chalbaud. En 1984 ingresa como artista exclusiva a Radio Caracas Televisión y participa en espacios musicales creados por los productores Luís Guillermo González, Hugo Carregal y Federico Gattorno. A principio de los noventa, para Marte TV realizó personajes en varios dramáticos: La traidora, Las dos Dianas, Piel, Sirena en una participación especial, Cruz de nadie y La llaman Mariamor.   
En paralelo a su trabajo de actriz, en 1996 es fundadora de "Las Grandes de Venezuela", agrupación musical formada por primeras voces de la escena nacional: Mirla Castellanos, Mirna Ríos, Estelita Del Llano, Floria Márquez y Neyda Perdomo. Con esta agrupación realizará giras dentro del territorio nacional desde su fundación hasta el presente. 
En 1999 participó con la productora independiente Opayoma en la telenovela Calypso, con el personaje de “La Maga”. Entre 2004-2005 actuó en RCTV con la telenovela Mujer con pantalones, interpretando a “Tibaide Rondon”. A Venevisión retornó en 2007 con el dramático Voltea pa' que te enamores.

### Teatro
En teatro ha participado en las obras: El diluvio que viene (1984); Performance Homenaje a Román Chalbaud de su obra El pez que fuma (1995) interpretando a “La Garza”; Primero muerta que bañada en sangre de Indira Páez (1998); Esperanza inútil (1999) de Indira Páez; y sus más recientes trabajos: Jav y Jos (2004-2005) de José Simón Escalona, La Cenicienta (2005) versión de Nathalia Martínez y El aplauso va por dentro de Mónica Montañés en una participación especial (2004). En junio de 2006 fue invitada junto a Luis Fernández y Javier Valcalcer a participar en el Festival de Teatro en Madrid, España, con la obra de José Simón Escalona Jav y Jos. En 2007 realizó una obra de teatro titulada Golpes a mi puerta  de Juan Carlos Gené, con el personaje de “Amanda”; y comenzó junto a Luis Fernández una nueva temporada de No Eres Tú... Soy Yo.  En 2010 interpretó el unipersonal La segundísima.  En 2011 estrenó la pieza teatral "Véanlas antes que se mueran" de Ciro Acevedo, junto a Mirla Castellanos, Neyda Perdomo, Estelita Del Llano, Jossué Gil y Daniel Jiménez. En 2015 para celebrar 50 años de vida artística, regresó a los estudios de grabación, luego de 18 años, para producir su álbum Voz, piano... y algo más.

## Discografía
| Año  | Título                                           | Discográfica                  |
| ---- | ------------------------------------------------ | ----------------------------- |
| 1964 | El primero de Los Naipes con su nueva voz Mirtha | Velvet (Venezuela)            |
| 1964 | El segundo de Los Naipes                         | Velvet (Venezuela)            |
| 1965 | La Luna y el Toro                                | Velvet (Venezuela)            |
| 1966 | Era Ella                                         | Velvet (Venezuela)            |
| 1966 | Mirtha Solita                                    | Velvet (Venezuela)            |
| 1966 | En el cielo...una estrella                       | Radio Caracas Televisión      |
| 1967 | San Remo en Español 67                           | Velvet (Venezuela)            |
| 1967 | Más de Mirtha Solita                             | Velvet (Venezuela)            |
| 1968 | San Remo en Español 68                           | Velvet (Venezuela)            |
| 1968 | Me hace falta tu calor                           | Velvet (Venezuela)            |
| 1969 | Favoritas del Set con Raúl Castillo              | Velvet (Venezuela)            |
|      | Mirtha en Viña del Mar X Festival de la Canción  |                               |
| 1969 | La Nave del Olvido                               | Velvet (Venezuela)            |
| 1970 | Cuando me enamoro                                | Velvet (Venezuela)            |
| 1970 | Mirtha Pérez                                     | Music Hall (Argentina)        |
| 1971 | 3er Festival de la Voz de Oro                    | Velvet (Venezuela)            |
| 1971 | Cariños de Mirtha                                | Velvet (Venezuela)            |
| 1971 | Voy a cambiar tu nombre                          |                               |
| 1972 | Nadita de nada                                   | Velvet (Venezuela)            |
| 1973 | Cualquiera                                       |                               |
| 1973 | Ya no quiero un mañana                           |                               |
| 1979 | Mirtha Pérez Interpreta a Virginia López         | A.S.Internacional (Venezuela) |
| 1980 | Canto a Venezuela                                | A.S.Internacional (Venezuela) |
| 1980 | Éxitos de Siempre                                | A.S.Internacional (Venezuela) |
| 1981 | Mirtha en Navidad                                | A.S.Internacional (Venezuela) |
| 1981 | Quiera Dios                                      |                               |
| 1982 | Mirtha de Venezuela                              |                               |
| 1982 | Se busca un amante                               |                               |
| 1984 | Anda y Dile                                      | CBS Internacional             |
| 1985 | Mirtha y el conjunto de Hugo Blanco              | Rodven (Venezuela)            |
| 1987 | Inmensamente Tuya                                | Rodven (Venezuela)            |
| 2001 | Baladas de Oro                                   |                               |
| 2007 | 40 Años, 40 Éxitos                               | Velvet (Venezuela)            |
| 2011 | 14 Éxitos de siempre                             | Suramericana del Disco        |
| 2011 | 15 Aniversario                                   | Producción Independiente      |
| 2013 | Piano, Voz y...algo más!                         | Producción Independiente      |
| 2014 | Ayer y Hoy                                       |                               |

## Filmografía y Telenovelas
| Año  | Título                              | Productora                           |                                                              |
| ---- | ----------------------------------- | ------------------------------------ | ------------------------------------------------------------ |
| 1966 | Cantando nace el amor               | Radio Caracas Televisión (Venezuela) | Protagonista junto a Mirla Castellanos y José Luis Rodríguez |
|      | Adoro                               |                                      |                                                              |
| 1970 | Los Mochileros                      | Dir. Emilio Vieyra (Argentina)       |                                                              |
|      | Madre enemiga                       | Venevisión (Venezuela)               | Protagonista junto a José Bardina                            |
|      | Adelita                             | Venevisión (Venezuela)               |                                                              |
|      | La Malandra Isabel llegó esta tarde | Venevisión (Venezuela)               |                                                              |
|      | La Guaricha                         | Venevisión (Venezuela)               |                                                              |
|      | Dámaso Velásquez                    | Venevisión (Venezuela)               |                                                              |
| 1975 | Mariana de la Noche                 | Venevisión (Venezuela)               |                                                              |
| 1978 | María del Mar                       | Venevisión (Venezuela)               |                                                              |
| 1979 | El despertar                        | Venevisión (Venezuela)               |                                                              |
| 1983 | La Gata Borracha                    | Dir. Román Chalbaud                  |                                                              |
| 1992 | Las dos Dianas                      | Marte TV (Venezuela)                 |                                                              |
| 1992 | Piel                                | Marte TV (Venezuela)                 |                                                              |
| 1993 | Sirena                              | Marte TV (Venezuela)                 |                                                              |
| 1994 | Pedacito de cielo                   | Marte TV (Venezuela)                 |                                                              |
| 1995 | Cruz de Nadie                       | Marte TV (Venezuela)                 |                                                              |
| 1996 | La llaman Mariamor                  | Marte TV (Venezuela)                 |                                                              |
| 1999 | Calypso                             | Opayoma (Venezuela)                  |                                                              |
| 2004 | Mujer con pantalones                | RCTV (Venezuela)                     |                                                              |
| 2006 | Voltea pa que te enamores           | Venevisión (Venezuela)               |                                                              |
| 2008 | Vieja Yo?                           | Venevisión (Venezuela)               |                                                              |
| 2011 | Natalia del Mar                     | Venevisión (Venezuela)               |                                                              |

## Simples / EPS
- 1964: "El Primero de Los Naipes con nueva voz Mirtha" (EP) - HIT - Velvet de Venezuela
- 1964: "Las Cerezas - Los Naipes y su nueva voz Mirtha" (EP) - HIT - Velvet de Venezuela
- 1966: "Mirtha Solita!" (EP) - HIT - Velvet de Venezuela
- 1970: "La nave del olvido / El verano llegó" (Simple) - MUSIC HALL ARGENTINA
- 1970: "La nave del olvido / Estoy arrepentida" (Simple) - RCA VICTOR ESPAÑA
- 1972: "Del VI festival Buenos Aires de la canción" (EP) - MUSIC HALL ARGENTINA
- 1972: "Nadita de nada / Yo creo en el amor" (Simple) - MUSIC HALL ARGENTINA